# Tizio
Tizio (in greco antico: Τιτυός?, Tityós) è un personaggio della mitologia greca. Fu un Gigante.

## Genealogia
Figlio di Zeus e di Elara, fu partorito da Gaia e fu il padre di Europa (madre di Eufemo).

## Mitologia

### Nascita
Concepito da Zeus e Elara, questa gravidanza fu celata da Era (moglie gelosa di Zeus) nascondendo la madre incinta nelle profondità della terra, ma Tizio nel suo grembo crebbe così tanto che le ruppe l'utero ed Elara morì, e la gestazione finì nella terra (Gea) da cui infine Tizio nacque.
La grotta nella quale si credeva che Tizio fosse giunto in superficie era situata in Eubea ed era chiamata Elarion.

### Morte
Era, per vendicarsi di Latona che aveva dato alla luce i figli di Zeus Apollo e Artemide, ispirò un violento desiderio al gigante. Tizio andò alla ricerca di Latona e la trovò nel bosco di Panopeo. Ella si trovava lì per adempiere a un rito, quando il gigante Tizio irruppe, cercando di violentarla.
Le sue grida furono udite da Artemide e Apollo, che uccisero il gigante con una moltitudine di frecce. Secondo Pindaro e Callimaco, fu la sola Artemide a ucciderlo, mentre secondo Apollonio Rodio e Quinto Smirneo fu il solo Apollo.
Zeus considerò quest'uccisione un atto di giustizia dovuta, nonostante Tizio fosse suo figlio. Secondo un'altra versione, fu lo stesso Zeus a ucciderlo.

### Supplizio nel Tartaro
Giunto nel Tartaro, Tizio fu condannato a un'orribile tortura: il suo gigantesco corpo, che copriva due acri (o piuttosto nove, secondo Properzio e Claudiano), venne immobilizzato a terra costringendone braccia e gambe, mentre due avvoltoi, due aquile o un serpente avrebbero per l'eternità divorato il suo fegato.

### Progenie
Secondo una versione del mito, Tizio ebbe per figlio Taso, mentre dalla figlia Europa nacque Eufemo, uno degli Argonauti.

## Alcune interpretazioni del mito
Il nome del gigante (che in greco è Τιτύος, Tityos) potrebbe derivare dalla parola "tisis" oppure essere legata ai "Tityroi", una parola beotica per indicare i satiri che suonano il flauto. Ciò spiegherebbe come mai egli assomigli tanto a un altro dei rivali di Apollo, Marsia. In effetti, alcuni elementi della storia, in particolare il supplizio cui Tizio è condannato nel Tartaro, ricordano da vicino la vicenda del gigante beotico Orione o quella del titano Prometeo.